# Легион (биология)
Легион (лат. legio) — неосновной таксономический ранг в биологической систематике, стоящий в иерархии систематических категорий ниже класса и выше отряда, но при этом и выше когорты.
В некоторых случаях применяются производные ранги:
- надлегион,
- подлегион,
- инфралегион.

Ранг легиона используется только в классификации млекопитающих МакКенны и Белл.

## Примеры употребления
- Подлегион Затерии наряду с вымершим подлегионом Дриолестоиды относится к легиону Кладотерии.
- Легион Кладотерии, в свою очередь, относится к надлегиону Трехнотерии, объединяющему их с вымершим легионом  Симметродонты.